# No Impact Week
Le No Impact Week est un événement annuel durant lequel pendant une semaine les entreprises sensibilisent les salariés à réduire leurs impacts et être plus durables. L’édition de 2018 a mobilisé 30 000 salariés.
Les gestes promus pour réduire l'empreinte écologique sont peu contraignants et accessibles à tous : s'engager à éteindre les appareils électroniques en fin de journée, ouvrir la fenêtre plutôt qu'allumer la climatisation, supprimer 30 courriels inutiles dont le stockage peut être aussi énergivore qu’une ampoule allumée pendant une heure...
Les thèmes abordés dans les entreprises sont libres : alimentation, santé au travail, économie circulaire, engagement sociétal...
Le précurseur de ce mouvement pour la planète est l'Américain Colin Beavan. Son expérience « No Impact Man » est un engagement en faveur des circuits-courts et du boycott des transports polluants et des produits nocifs pour la planète.
Le No Impact Week a été créé en France en 2016 par Thomas Parouty, fondateur de l'Agence Mieux.